# Makarios Magnes
Makarios Magnes („der Magnesier“, latinisiert Macarius Magnes) war der Verfasser einer zwischen 300 und 400 entstandenen Apologie des Christentums mit dem Titel Apokritikós e monogenés. Er ist nicht zu verwechseln mit dem gleichnamigen Kirchenvater Makarios dem Ägypter. Ob es sich um den Bischof Makarios von Magnesia handelt, der auf der Eichensynode von 403 auftrat, ist sehr unsicher.
Datierung und Person des Autors sind bis heute umstritten. Inhalt und die vom Autor verwendete Bibelausgabe weisen auf Kleinasien als Abfassungsort. Die verwendete trinitarische Terminologie macht eine Entstehung des Gesamtwerkes vor dem letzten Viertel des 4. Jahrhunderts unwahrscheinlich (Trinitarische Streitigkeiten), aber es könnte älteres Material verarbeitet worden sein.
Das Werk verteidigt in der Form eines Dialoges mit einem Heiden Vernünftigkeit und Ethos des Christentums, Inkarnation, göttliche Einheit („Monarchie“) und leibliche Auferstehung gegen die philosophische Kritik der Überlieferung der nichtchristlichen Philosophie.
Es existieren bisher etliche Übersetzungen der kürzeren „heidnischen“ Teile des Dialoges, die vielleicht auf einen anderen Autor zurückgehen (Porphyrios?), sich jedenfalls stilistisch stark unterscheiden. Eine deutsche Übersetzung des Gesamtwerkes ist in Vorbereitung.
Unter dem Namen Makarios Magnes finden sich auch Teile einer Homilie zum Buch Genesis, die aber in der deutschen Forschung seit etwa 100 Jahren nicht mehr dem gleichen Verfasser zugeordnet werden.

## Ausgaben
- F. Corsaro, Le quaestiones nell’ „Apocritico“ di Macario di Magnesia, Catania 1968 (ital. Übers. der Quaestiones).
- R. Goulet, Macarios de Magnésie, Le Monogénès, 2003 (Text u. frz. Übers.).
- R. J. Hoffmann, Against the Christians. The Extracts of M.M., Amhurst 1994. (engl. Übers. der Quaestiones)
- U. Volp, Makarios Magnes: Apokritikos. Kritische Ausgabe mit deutscher Übersetzung (= Texte und Untersuchungen zur Geschichte der altchristlichen Literatur. Bd. 169). De Gruyter, Berlin 2013, ISBN 978-3-11-028455-3, doi:10.1515/9783110284553.